# Xylopia
Xylopia är ett släkte av kirimojaväxter. Xylopia ingår i familjen kirimojaväxter.

## Bildgalleri

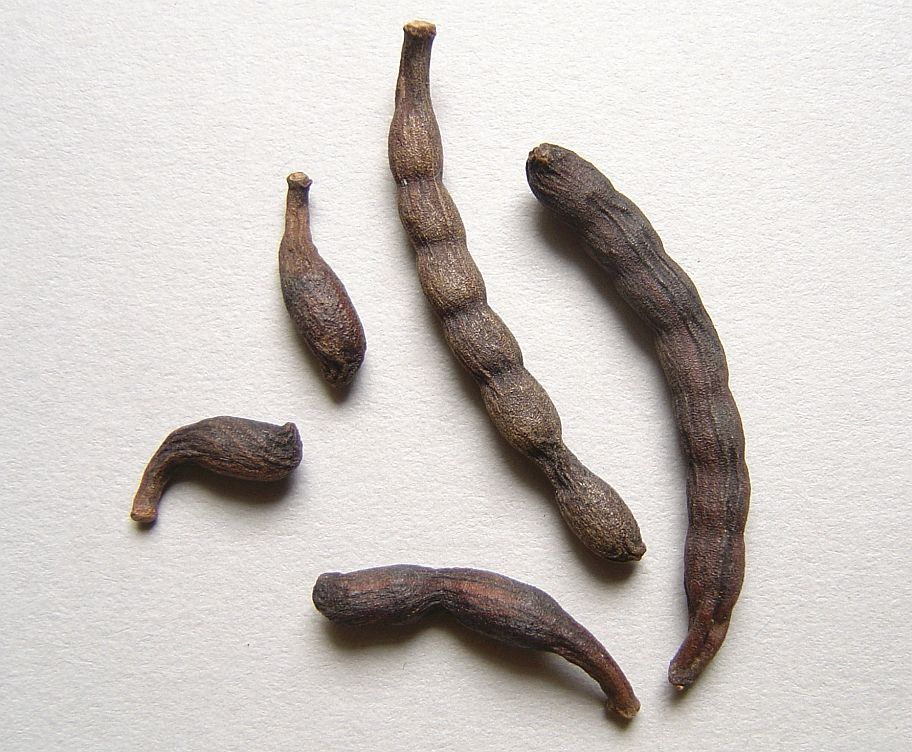
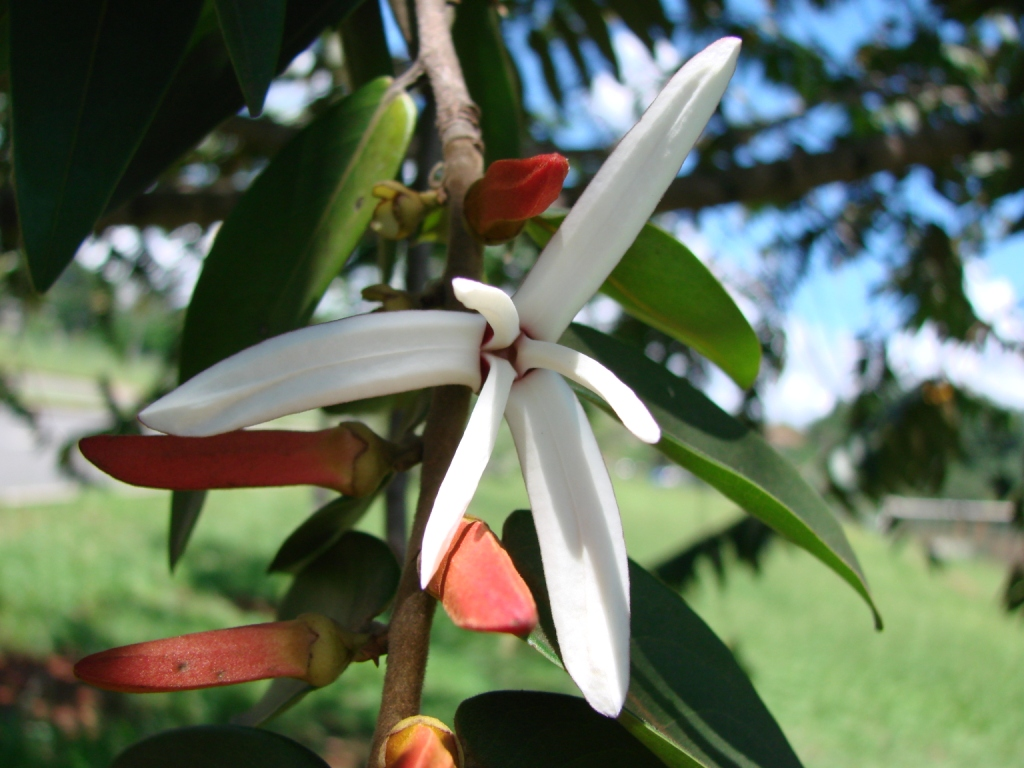
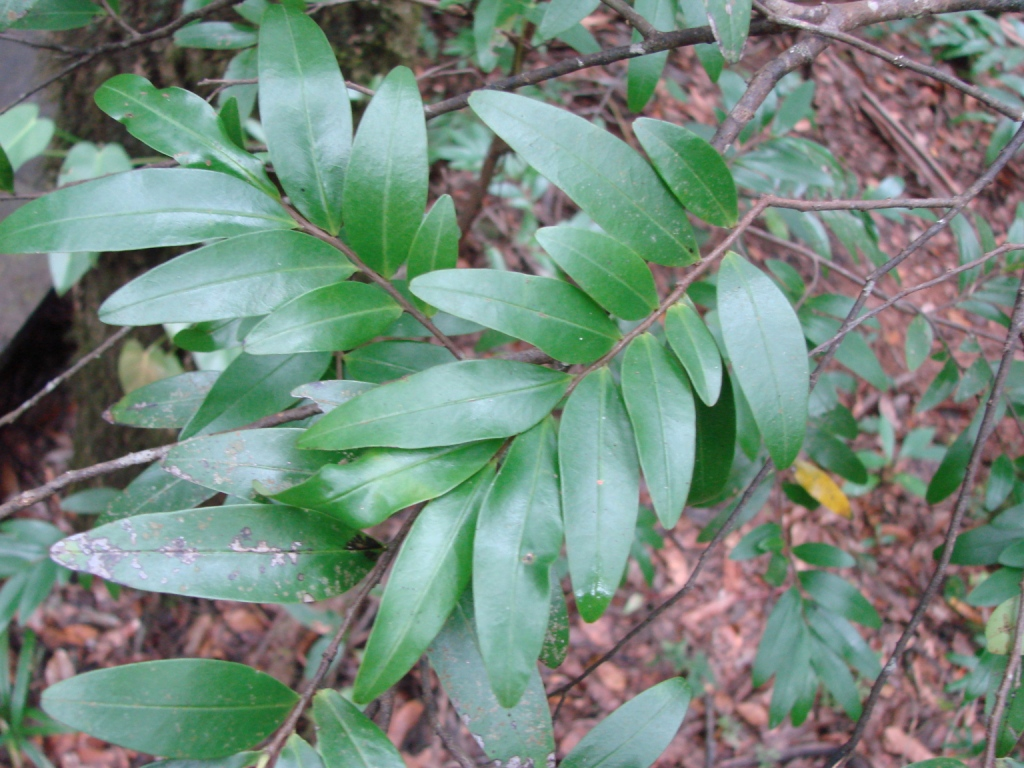
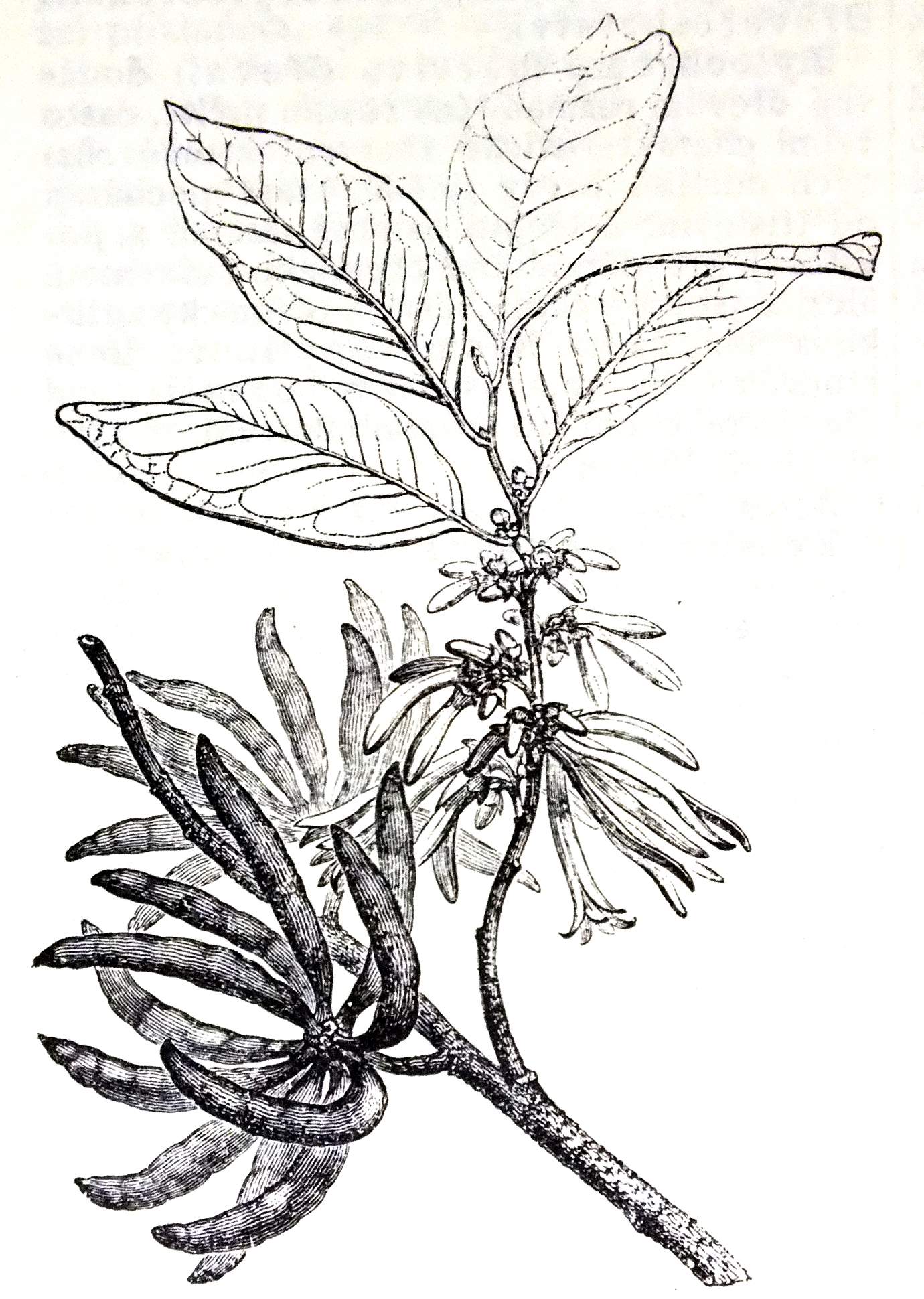

## Dottertaxa tillXylopia, i alfabetisk ordning[1]
- Xylopia acunae
- Xylopia acutiflora
- Xylopia aethiopica
- Xylopia africana
- Xylopia altissima
- Xylopia amazonica
- Xylopia ambanjensis
- Xylopia amoena
- Xylopia amplexicaulis
- Xylopia ardua
- Xylopia arenaria
- Xylopia aromatica
- Xylopia aurantiiodora
- Xylopia barbata
- Xylopia batesii
- Xylopia beananensis
- Xylopia beccarii
- Xylopia bemarivensis
- Xylopia benthamii
- Xylopia blancoi
- Xylopia bocatorena
- Xylopia brasiliensis
- Xylopia buxifolia
- Xylopia calophylla
- Xylopia calosericea
- Xylopia caudata
- Xylopia cayennensis
- Xylopia championii
- Xylopia chocoensis
- Xylopia collina
- Xylopia columbiana
- Xylopia congolensis
- Xylopia conjungens
- Xylopia coriifolia
- Xylopia crinita
- Xylopia cupularis
- Xylopia cuspidata
- Xylopia danguyella
- Xylopia decorticans
- Xylopia degeneri
- Xylopia densiflora
- Xylopia densifolia
- Xylopia dibaccata
- Xylopia dielsii
- Xylopia discreta
- Xylopia egleriana
- Xylopia ekmanii
- Xylopia elliotii
- Xylopia elliptica
- Xylopia emarginata
- Xylopia excellens
- Xylopia fananehanensis
- Xylopia ferruginea
- Xylopia flamignii
- Xylopia flexuosa
- Xylopia frutescens
- Xylopia fusca
- Xylopia ghesquiereana
- Xylopia gilbertii
- Xylopia glauca
- Xylopia hastarum
- Xylopia humbertii
- Xylopia humblotiana
- Xylopia hypolampra
- Xylopia involucrata
- Xylopia javanica
- Xylopia kalabenonensis
- Xylopia katangensis
- Xylopia kuchingensis
- Xylopia laevigata
- Xylopia lamarckii
- Xylopia lamii
- Xylopia lanceola
- Xylopia lanceolata
- Xylopia langsdorfiana
- Xylopia lastelliana
- Xylopia latipetala
- Xylopia lemurica
- Xylopia lenombe
- Xylopia le-testui
- Xylopia ligustrifolia
- Xylopia longicuspis
- Xylopia maccreae
- Xylopia macrantha
- Xylopia madagascariensis
- Xylopia magna
- Xylopia maingayi
- Xylopia malayana
- Xylopia martinicensis
- Xylopia micans
- Xylopia micrantha
- Xylopia microphylla
- Xylopia mildbraedii
- Xylopia monosperma
- Xylopia multiflora
- Xylopia muricata
- Xylopia neglecta
- Xylopia nervosa
- Xylopia nigricans
- Xylopia nitida
- Xylopia obtusifolia
- Xylopia ochrantha
- Xylopia odoratissima
- Xylopia orestera
- Xylopia orientalis
- Xylopia orinocensis
- Xylopia pacifica
- Xylopia pallescens
- Xylopia panamensis
- Xylopia pancheri
- Xylopia paniculata
- Xylopia papuana
- Xylopia parviflora
- Xylopia peekelii
- Xylopia perrierii
- Xylopia peruviana
- Xylopia phloiodora
- Xylopia pierrei
- Xylopia pirifolia
- Xylopia pittieri
- Xylopia platypetala
- Xylopia plowmanii
- Xylopia poggeana
- Xylopia poilanei
- Xylopia polyantha
- Xylopia pseudolemurica
- Xylopia pulchella
- Xylopia pulcherrima
- Xylopia pygmaea
- Xylopia pynaertii
- Xylopia pyrifolia
- Xylopia quintasii
- Xylopia richardii
- Xylopia rigidiflora
- Xylopia roigii
- Xylopia rotundata
- Xylopia rubescens
- Xylopia sahafariensis
- Xylopia sericea
- Xylopia sericolampra
- Xylopia sericophylla
- Xylopia spruceana
- Xylopia staudtii
- Xylopia stenopetala
- Xylopia subdehiscens
- Xylopia surinamensis
- Xylopia talbotii
- Xylopia tomentosa
- Xylopia torrei
- Xylopia toussaintii
- Xylopia trichostemon
- Xylopia uniflora
- Xylopia vallotii
- Xylopia venezuelana
- Xylopia vieillardii
- Xylopia vielana
- Xylopia villosa
- Xylopia wilwerthii
- Xylopia vitiensis
- Xylopia xylantha